# Seznam německých koncentračních táborů

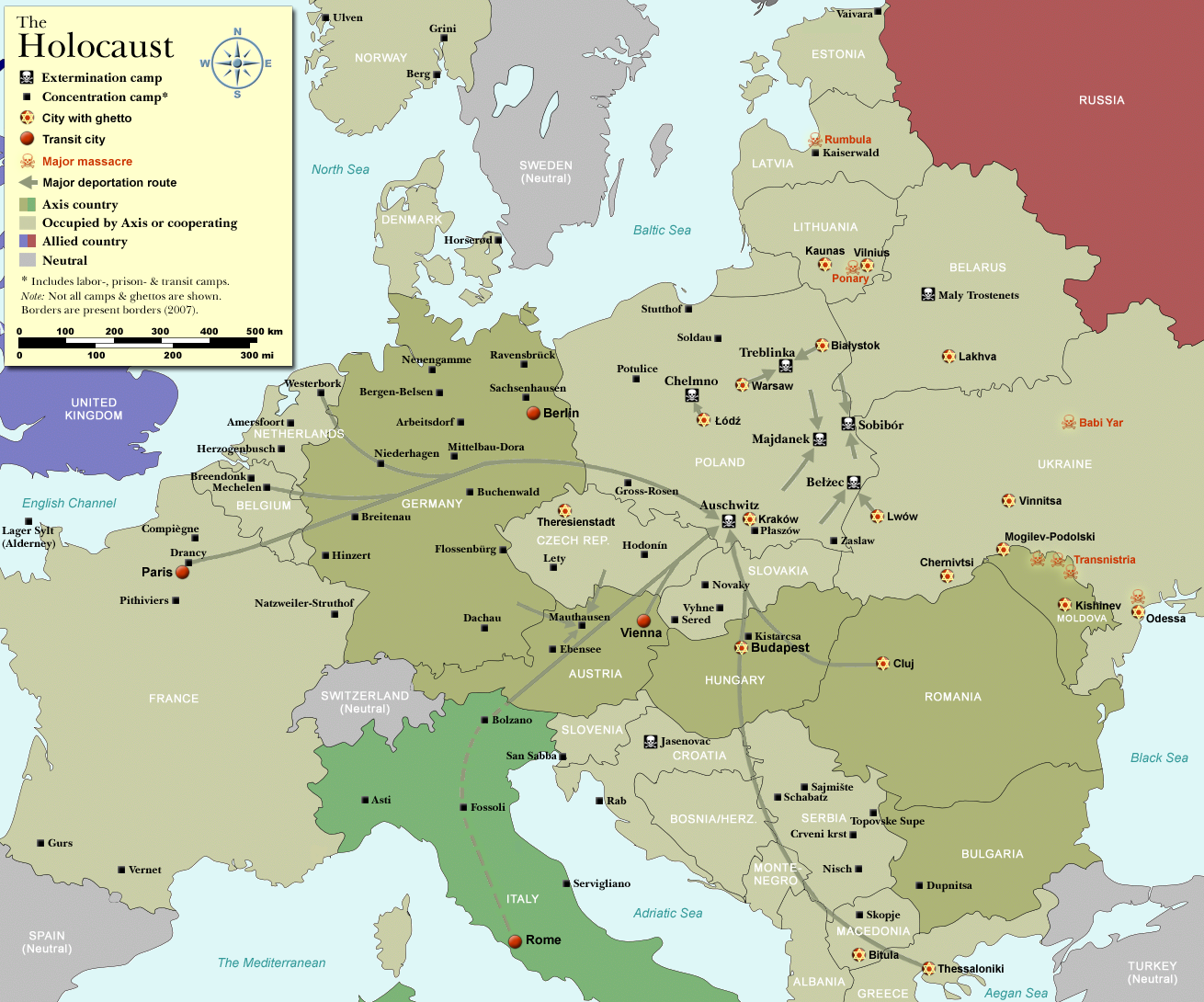
Hlavní koncentrační tábory v Evropě za 2. světové války

Seznam německých koncentračních táborů obsahuje přehled Němci zbudovaných koncentračních táborů před a v průběhu druhé světové války.
Tento seznam v žádném případě není úplný. Podle amerických badatelů, autorů Encyklopedie táborů a ghett (Encyclopedia of Camps and Ghettos, 1933–1945), nacisté i jejich spojenci a kolaboranti provozovali více než 42 tisíc věznic, ghett a táborových zařízení. V jejich encyklopedii je uvedeno 110 „divokých“ koncentračních táborů z raného období nacistické vlády, 23 kmenových táborů a 898 pobočných táborů pozdějšího táborového systému řízeného organizací SS a 1 150 uzavřených táborů a městských ghett pro Židy.
Na území dnešní České republiky nacisté provozovali více než 600 táborů různého typu.